# Вињале Риоторто
Вињале Риоторто је насеље у Италији у округу Ливорно, региону Тоскана.
Према процени из 2011. у насељу је живело 1445 становника. Насеље се налази на надморској висини од 35 м.